# Font del Retor (Onda)
La font del Retor és un brollador d'aigua del terme municipal d'Onda, a la comarca de la Plana Baixa. Se situa al vessant nord del Montí i no gaire lluny de l'ermita de Santa Bàrbara. Per accedir-hi, cal prendre el sender senyalitzat SL-CV-142, el qual se superposa ací a l'antiga senda empedrada que unia font i ermita. No obstant això, la localitat més propere és Artesa, des d'on s'arriba al brollador en mitja hora i escaig.
Tot i la popularitat de la font, fa anys que es va assecar. Com a conseqüència d'unes fortes pluges, surtí novament durant alguns dies del mes de març de 2014.
Al bell mig de la font hi ha un xicotet panell ceràmic amb una imatge de sant Vicent Ferrer, col·locat l'any 1958.
Bernardo Mundina nomenà la font del Retor d'Onda l'any 1873, tot recomanant les seues aigües per als qui patien d'inapetència.